# Plymouth 1949
Plymouth 1949 – gama samochodów osobowych klasy pełnowymiarowej (full-size), niższego segmentu cenowego, produkowanych pod amerykańskimi markami Plymouth, Dodge i DeSoto przez koncern Chryslera od 1949 do 1952 roku. Na rynek amerykański obejmowała modele Plymouth DeLuxe i Special DeLuxe, a od 1951 roku Plymouth Concord, Cambridge i Cranbrook, natomiast na eksport samochody te były produkowane pod markami Dodge i DeSoto. Pod marką Plymouth wyprodukowano ich ponad 2,1 miliona sztuk.

## Początek produkcji (1949–1950)

### Model 1949

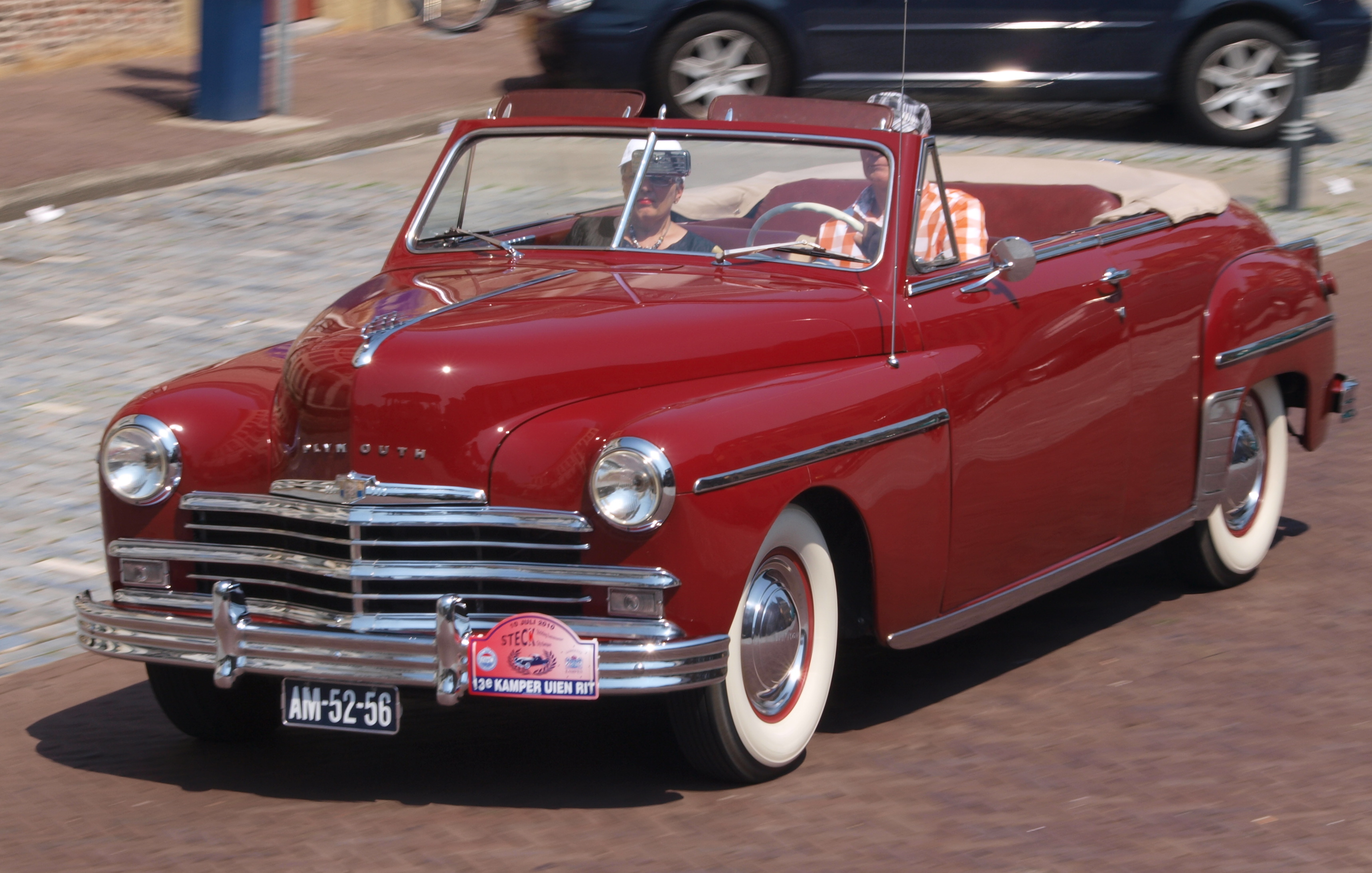
Plymouth Special DeLuxe convertible z 1949

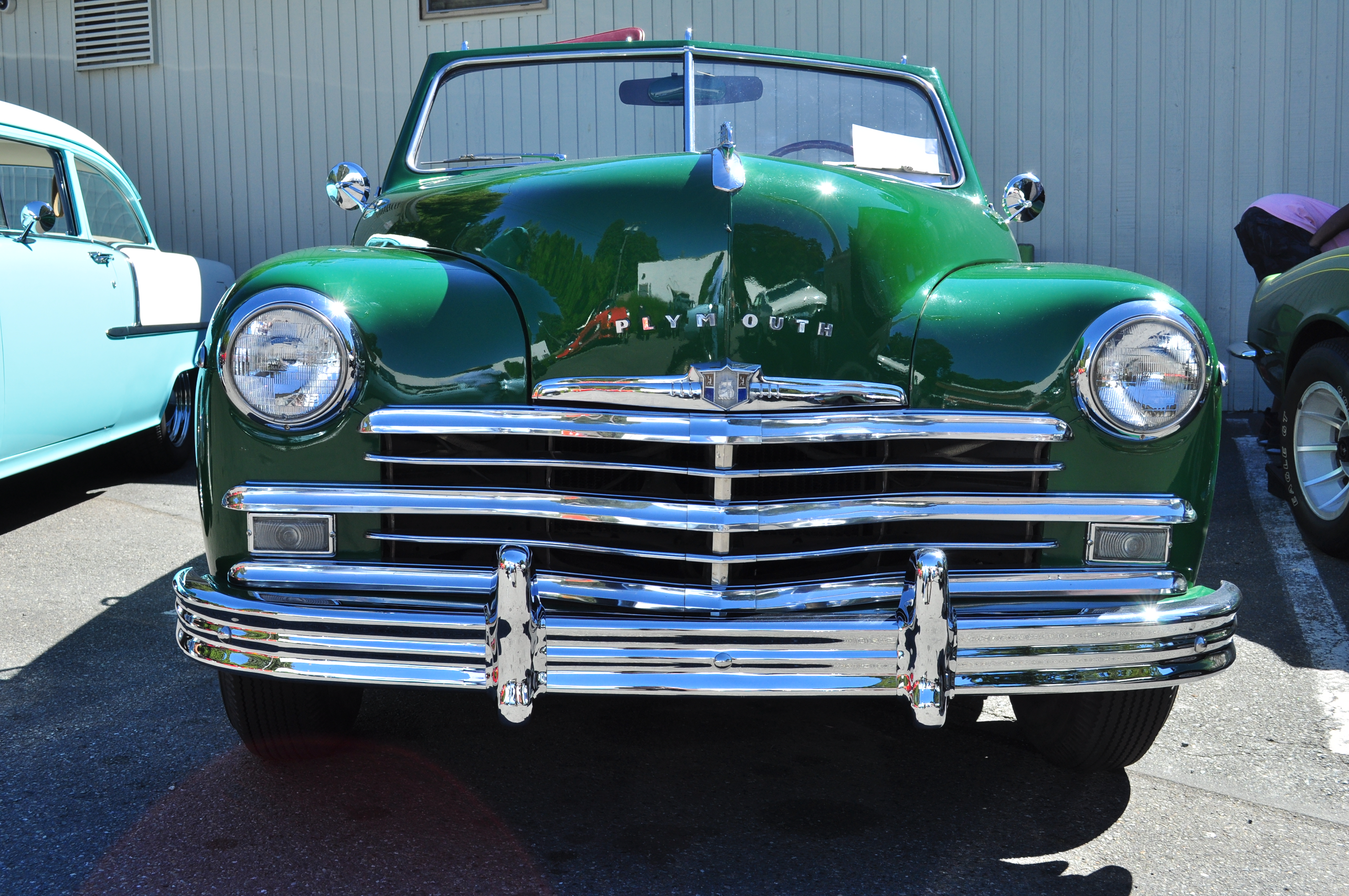
Plymouth Special DeLuxe z 1949 od przodu

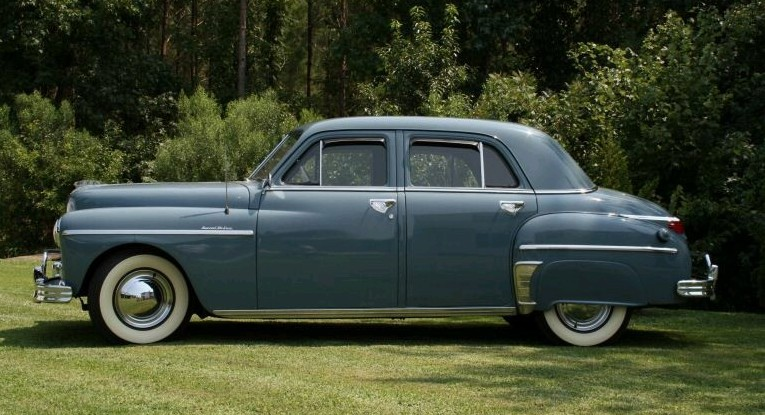
Plymouth Special DeLuxe sedan z 1949

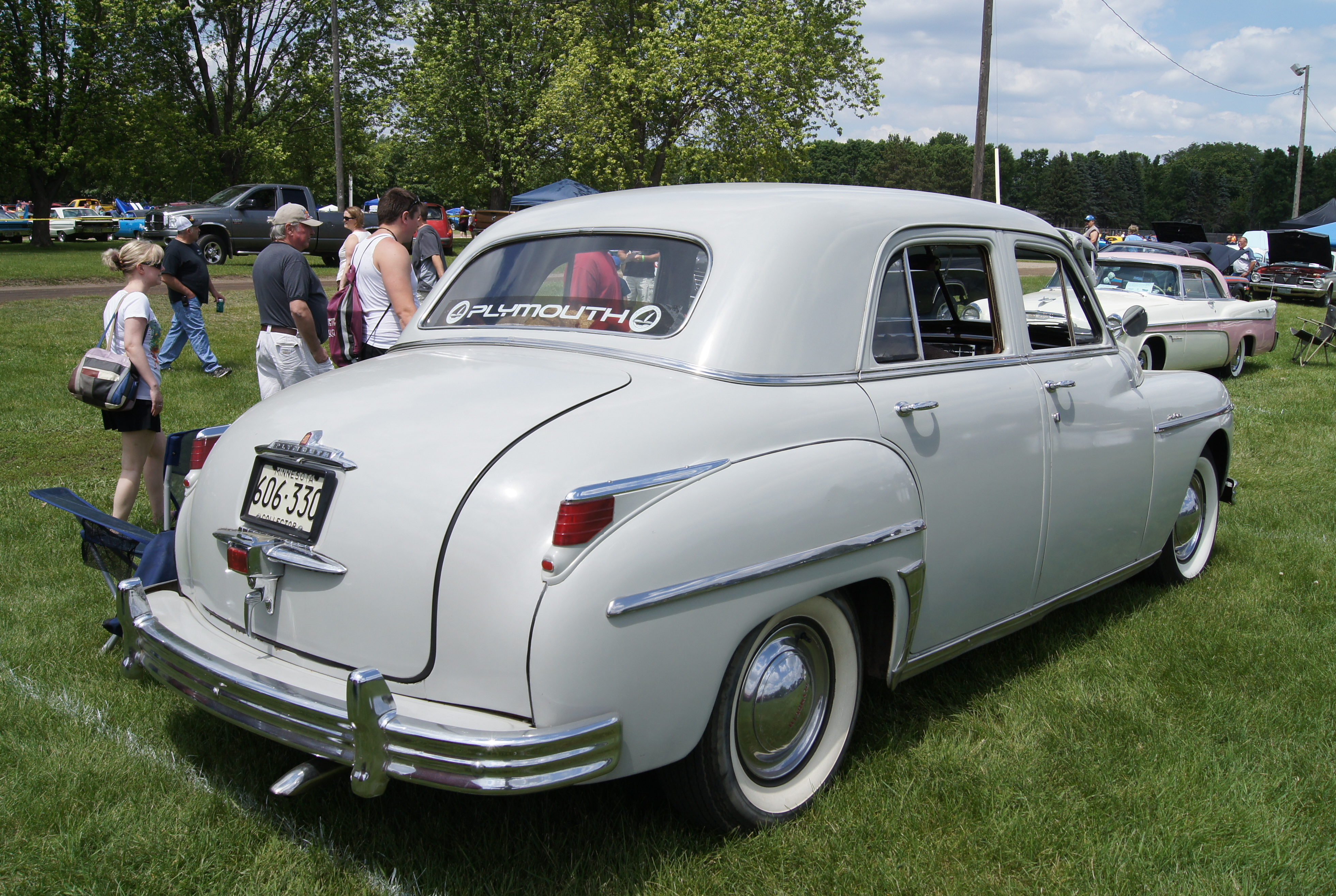
Plymouth Special DeLuxe sedan od tyłu z 1949

Amerykański koncern Chryslera zaprezentował pierwsze całkowicie nowe powojenne konstrukcje swoich marek samochodów w 1949 roku. W najpopularniejszym na rynku amerykańskim najtańszym segmencie cenowym pełnowymiarowych samochodów koncern ten produkował samochody pod marką Plymouth, konkurujące bezpośrednio z markami Ford i Chevrolet. Nowy model Plymoutha zadebiutował w marcu 1949 roku, najpóźniej z „wielkiej trójki” producentów, dziewięć miesięcy po nowym Fordzie i trzy miesiące po Chevrolecie. Gama obejmowała dwa główne modele: podstawowy DeLuxe i lepiej wykończony Special DeLuxe, oparte na tej samej konstrukcji i nadwoziu, produkowane w kilku wersjach nadwoziowych. Dodatkowo, oprócz modeli o rozstawie osi 301 cm (kod P18), w maju 1949 roku wprowadzono odmiany modelu DeLuxe o krótszym rozstawie osi 282 cm (P17). Wprowadzenie krótszych odmian było nowością w dotychczasowej praktyce koncernu. W związku z późnym wprowadzeniem na rynek w trakcie roku modelowego, pierwsza seria samochodów Plymouth produkowanych w 1949 roku zaliczana jest do 1948 roku modelowego, a właściwy model 1949 roku określany jest też jako druga seria z tego rocznika.
Pod wpływem ówczesnego prezesa koncernu K.T. Kellera, nowe samochody Plymouth były konserwatywnie stylizowane, o wysokim nadwoziu, chociaż niższym o 4 cm od poprzedniej generacji. Priorytetem było stworzenie samochodów, do których łatwo się wsiada, oferujących dużo miejsca nad głowami oraz szersze wnętrze, pomimo nieco mniejszej szerokości zewnętrznej. Przednie błotniki stanowiły już nowoczesne jednolite płaszczyzny z bokami nadwozia, lecz tylne błotniki, chociaż pomniejszone, nadal odstawały w pewnym stopniu na boki i były przykręcane do nadwozia (co przedstawiano jako zaletę z uwagi na łatwiejsze naprawy). Wąska maska silnika nadal silnie wystawała do góry, a jej przednia krawędź była pionowa. Powierzchnia szyby przedniej została powiększona o 37%, lecz pozostała ona dwudzielna, z dwóch płaskich nachylonych szyb. Reflektory umieszczono tradycyjnie na przedłużeniu błotników, poprowadzonych niżej, niż maska. Atrapa chłodnicy w pierwszym roku nawiązywała do poprzedniego modelu i stanowiło ją pięć ozdobnych poziomych belek, z czego dolna, środkowa i górna były grubsze. Dolna i środkowa belka sięgały na całą szerokość przodu, przechodząc pod reflektorami i obejmując tam prostokątne światła postojowe. Bezpośrednio nad atrapą na nosie maski był chromowany emblemat z żaglowcem „Mayflower” (związanym z miastem Plymouth), nad nim napis PLYMOUTH, a na górze maski ozdoba w formie stylizowanego żaglowca. Boczne ozdoby stanowiły listwy na błotnikach przednich i tylnych, listwa pod progiem, i osłona z przodu tylnego błotnika w przypadku modelu Special DeLuxe. Jako opcja dostępne były zakryte tylne koła. Charakterystyczne dla rocznika 1949 były lampy tylne modelu P18 w ozdobnych płetwowych oprawach na szczycie błotników, przy czym światło stopu było pojedyncze na klapie bagażnika. Zmianie w stosunku do poprzednich modeli uległo też wnętrze i deska rozdzielcza. Zmiany w konstrukcji ramowego podwozia i układu napędowego natomiast nie były wielkie.
Gamę modeli i nadwozi stanowiły:
- DeLuxe (kod P17) – rozstaw osi 111 cali (282 cm):
  - 2-drzwiowe 3-miejscowe coupé (Coupe);
  - 2-drzwiowy 6-miejscowy sedan (2-Door Sedan);
  - 3-drzwiowe 6-miejscowe kombi (Suburban Wagon);
- DeLuxe (kod P18) – rozstaw osi 118,5 cala (301 cm):
  - 2-drzwiowe 6-miejscowe coupé (Club Coupe);
  - 4-drzwiowy 6-miejscowy sedan (4-Door Sedan);
- Special DeLuxe (kod P18) – rozstaw osi 118,5 cala (301 cm):
  - 2-drzwiowe 6-miejscowe coupé (Club Coupe);
  - 2-drzwiowy 5-miejscowy kabriolet (Convertible);
  - 4-drzwiowy 6-miejscowy sedan (Sedan);
  - 5-drzwiowe 8-miejscowe kombi (Station Wagon).

Wersja Special DeLuxe była lepiej wykończona wewnątrz i miała obramówki przednich i tylnych szyb ze stali nierdzewnej oraz chromowaną osłonę na przedniej krawędzi tylnych błotników. W kabriolecie dach był podnoszony elektrycznie. Dwudrzwiowy sedan DeLuxe na krótszym podwoziu miał nadwozie w stylu fastback. Trzydrzwiowe sześciomiejscowe kombi DeLuxe Suburban miało nadwozie stalowe, oferujące przestrzeń ładunkową o długości 106 cm lub 174 cm ze złożonym tylnym siedzeniem, natomiast pięciodrzwiowe ośmiomiejscowe kombi Special DeLuxe Station Wagon miało drewniane nadwozie, w ozdobnym stylu woodie, ze stalowym dachem. Według ówczesnej literatury, kombi Special DeLuxe mogło pomieścić z łatwością nawet dziewięciu pasażerów.
Jedyny dostępny silnik stanowił ulepszoną jednostkę napędową z poprzednich lat, o nieco większym stopniu sprężania i mocy:
- 6-cylindrowy R6, benzynowy, dolnozaworowy, benzynowy, o pojemności 217,8 cali sześciennych (3,6 l), osiągający moc 97 KM (brutto)[1][c].

Silnik połączony był z trzybiegową manualną skrzynią biegów i napędzał tylne koła przez most napędowy. Opony miały rozmiar 6,40×15 (P17) lub 6,70×15 (P18). Opcjonalnie kombi Suburban miało koła 18-calowe.
Wyprodukowano ogółem 519 400 samochodów Plymouth drugiej serii 1949 rocznika, co stanowiło wzrost o ok. 27% od poprzedniego roku i dawało Plymouthowi trzecie miejsce na rynku, z udziałem 10%. Ceny bazowe wynosiły od 1371 dolarów za DeLuxe coupe do 2372 dolarów za Special DeLuxe kombi (średnia z cen: 1690 dolarów). Najpopularniejszym modelem był czterodrzwiowy sedan Special DeLuxe (252 878 sztuk, 1629 dolarów). Stosunkowo popularne jak na tamte czasy okazało się praktyczne stalowe kombi Suburban (19 220 sztuk, 1840 dolarów), natomiast najdroższe drewniane kombi znalazło tylko 3443 nabywców.
W USA samochody były produkowane w trzech dotychczasowych fabrykach: w Detroit, Los Angeles i Evansville oraz w nowo otwartej drugiej kalifornijskiej fabryce w San Leandro. Montowano je również w Kanadzie w fabryce w Windsorze, także pod marką Dodge. Samochody tej rodziny (m.in. serii P23 z lat 1951-52) były produkowane również w Australii w Adelaide.

### Model 1950
W styczniu 1950 roku przeprowadzono niewielki face lifting produkowanych modeli. Uproszczono i unowocześniono atrapę chłodnicy, która składała się teraz z trzech poziomych belek, przy czym górna była na końcach wygięta w dół, okalając otwór atrapy. Emblemat na masce umieszczono ponad napisem PLYMOUTH i zmieniono formę ozdoby. Okno tylne powiększono o 32% i podwyższono koniec tylnych błotników, za czym poszło też przeniesienie tylnych lamp na tylną krawędź błotników. Uproszczono także formę zderzaków. Wprowadzono również zmiany na desce przyrządów. Przez modyfikację zawieszenia, obniżono samochody o ok. 2 cm i nieco zwiększono rozstaw kół. W zakresie odmian nadwoziowych, wprowadzono jedynie odmianę trzydrzwiowego kombi DeLuxe Suburban z lepszym wykończeniem odpowiadającym wersji Special. Wersje o krótkim rozstawie osi nosiły w tym roku kod P19, a z długim P20.
Wyprodukowano aż 608 862 samochodów Plymouth 1950 roku modelowego, mimo to udział Plymoutha w rynku spadł do ok. 9% i według niektórych źródeł, czwartego miejsca pod względem produkcji roku modelowego, za droższym Buickiem. Ich ceny pozostały takie same.

## Restyling i wprowadzenie nazw modeli (1951–1952)

### Model 1951
Nowa linia samochodów Plymouth na 1951 rok została zaprezentowana w grudniu 1950 roku, po raz pierwszy otrzymując nazwy własne zamiast określeń opisowych – wszystkie na literę C. Concord (P22) był następcą odmian DeLuxe o krótkim rozstawie osi, Cambridge (P-23S) był następcą odmian DeLuxe o dłuższym rozstawie osi, a Cranbrook (P-23C) obejmował lepiej wykończone lub ekskluzywne odmiany nadwoziowe, będąc następcą Special DeLuxe. Nową odmianą nadwoziową był 2-drzwiowy 6-miejscowy hardtop Cranbrook Belvedere. Zrezygnowano ponadto z najdroższego 5-drzwiowego kombi, którego drewniane nadwozie było mało praktyczne, pozostawiając tylko stalowe 3-drzwiowe kombi w modelu Concord, o dodatkowych nazwach Suburban lub Savoy.
Samochód, w dalszym ciągu oparty na konstrukcji z 1949 roku, został w większym stopniu przestylizowany. Zmiany nie były duże i głównie dotyczyły przedniej części, w której nos maski nadal był wystający, lecz nieco obniżony i spłaszczony z przodu, ze złagodzonymi przejściami z błotnikami, co unowocześniło wygląd. W minimalnym stopniu powiększono dzieloną szybę przednią. Zastosowano nową niższą i szerszą atrapę chłodnicy, którą tworzyły trzy poziome belki ze stali nierdzewnej. Górna, wygięta, stanowiła obramowanie atrapy od góry i z boków, a po bokach były na niej umieszczone prostokątne światła postojowe. Dwie niższe belki były połączone trzema pionowymi żebrami, a przedłużenie zewnętrznych żeber stanowiły kły masywnego zderzaka. Nad atrapą na nosie maski była metalowa ozdobna listwa z napisem PLYMOUTH wgłębionymi literami, powyżej emblemat w formie tarczy z żaglowcem „Mayflower”, a na górze maski ozdoba w formie stylizowanego żaglowca rozcinającego fale. Boczne ozdoby nadal stanowiły listwy na błotnikach przednich (z nazwą modelu ponad nimi) i na błotnikach tylnych. Całe nadwozie było niższe o około 3 cm. Nowo zaprojektowana i całkowicie zmieniona była deska przyrządów. Po raz pierwszy wśród powojennych modeli tej marki, hardtop Belvedere mógł być lakierowany w dwóch kolorach. Komfort jazdy poprawiły nowe amortyzatory Oriflow. Zmiany profilu przedniej części poprawiły widoczność z miejsca kierowcy, ocenianą jako bardzo dobra.
Wyprodukowano 596 725 samochodów Plymouth 1951 rocznika, odzyskując udział ponad 10% i trzecie miejsce na rynku amerykańskim. Większość produkcji (57%) stanowił najdroższy model Cranbrook. Ceny wzrosły o około 12%, wynosząc od 1537 dolarów za Concord coupe do 2222 za kabriolet Cranbrook (średnia z cen: 1886 dolarów).

### Model 1952
Na 1952 rok Plymouth planował wprowadzenie całkiem nowego samochodu, lecz uniemożliwiły to ograniczenia materiałowe związane z wojną koreańską i w konsekwencji nadal produkowano ten sam nieznacznie zmieniony model. Zmiany stylistyczne były minimalne, obejmując głównie zmienione ozdoby na masce i bagażniku. Emblemat na masce z wizerunkiem żaglowca był teraz okrągły, zmieniła się też forma ozdoby na bardziej przypominającą żaglowiec, bez fal. Drobną zmianą z boku były nazwy modeli na błotniku zapisane metalowymi literami pisanymi, a nie bezszeryfowymi kapitalikami. Jako opcja pojawiły się barwione szyby Solex. W zakresie mechanicznym pojawił się opcjonalny nadbieg do skrzyni biegów, zwiększający ekonomikę jazdy na trasie (za 102 dolary).
Samochody tego rocznika zaprezentowano 4 stycznia 1952 roku i powstało ich 410 937, co nadal stanowiło ponad 10% udziału na rynku amerykańskim. Nadal najpopularniejszy był model Cranbrook (57,8%), a ceny bazowe niewiele wzrosły, wynosząc od 1601 dolarów za Concord coupe do 2273 za kombi Concord Savoy i 2313 za kabriolet Cranbrook (średnia z cen: 1964 dolary). Rok modelowy był nieco krótszy, gdyż 20 listopada 1952 roku zaprezentowano nowe samochody Plymouth na 1953 rok.

## Sprzedaż pod innymi markami
Samochody Plymouth DeLuxe i Special DeLuxe generacji 1949 roku były również produkowane ze zmienionymi detalami pod marką Dodge na rynek kanadyjski, do sprzedaży w sieci dealerskiej Dodge'a, jako odpowiednio Dodge Kingsway i Dodge Regent. Analogicznie były produkowane też na eksport poza USA i Kanadę jako Dodge Kingsway DeLuxe i Special DeLuxe, a także pod marką DeSoto jako DeSoto Diplomat DeLuxe i Special DeLuxe. Zmiany ograniczały się przede wszystkim do zmiany atrapy chłodnicy, ozdób i elementów wnętrza na typowe dla tych marek.
Również od 1951 roku Plymouth Concord, Cambridge i Cranbrook były sprzedawane na eksport jako Dodge Kingsway lub DeSoto Diplomat, przy czym Cambridge i Cranbrook nosiły dodatkowo oznaczenia: DeLuxe i Special DeLuxe. Na rynek kanadyjski natomiast samochody te nosiły nazwy odpowiednio: Dodge Kingsway, Dodge Crusader i Dodge Regent.

## Dane techniczne
| Model 1951                        | Model 1951                                                                                             |
| --------------------------------- | --- |
| Wymiary:                          | |
| • Rozstaw osi:                    | 2819 mm / 3010 mm (111″ / 118,5″)                                                                      |
| • Długość:                        | 4780 mm / 4922 mm (188,2″ / 193,8″)                                                                    |
| • Szerokość:                      | 1849 mm (72,8″)                                                                                        |
| • Wysokość:                       | 1595 mm / 1636 mm (62,8″ / 64,4″)                                                                      |
| • Masa własna:                    | 1347 kg / 1410 kg                                                                                      |
| • Rozstaw kół:                    | 1419 mm przód, 1484 tył                                                                                |
| • Szerokość siedzeń:              | 1391 mm przód, 1245 mm tył / 1397 mm przód, 1448 mm tył                                                |
| Napęd:                            | |
| • Silnik:                         | gaźnikowy, R6, dolnozaworowy, chłodzony cieczą, umieszczony podłużnie z przodu, napędzający koła tylne |
| • Pojemność skokowa:              | 3569 cm³ (217,8 cali sześciennych)                                                                     |
| • Średnica cylindra × skok tłoka: | 83 × 111 m (3¼″ × 4⅜″)                                                                                 |
| • Moc maksymalna:                 | 97 KM przy 3600 obr./min                                                                               |
| • Stopień sprężania:              | 7:1 |
| • Układ zasilania:                | gaźnik jednogardzielowy                                                                                |
| • Skrzynia przekładniowa:         | mechaniczna 3-biegowa z biegiem wstecznym, II i III bieg zsynchronizowane                              |
| • Sprzęgło:                       | jednotarczowe, suche                                                                                   |
| • Przekładnia główna:             | hipoidalna, o przełożeniu 3,9:1 lub 3,73:1                                                             |
| • Instalacja elektryczna:         | 6 V, zapłon elektryczny, kluczykowy                                                                    |
| Układ jezdny:                     | |
| • Podwozie:                       | spawana rama nośna o przekroju skrzynkowym                                                             |
| • Zawieszenie przednie:           | niezależne, resorowane sprężynami                                                                      |
| • Zawieszenie tylne:              | sztywna oś na podłużnych resorach półeliptycznych, teleskopowe amortyzatory hydrauliczne               |
| • Hamulce:                        | przednie i tylne bębnowe hydrauliczne                                                                  |
| • Ogumienie:                      | diagonalne o wymiarach 6,70×15 lub 6,40×15                                                             |
| Dane eksploatacyjne:              | |
| • Prędkość maksymalna:            | 150 km/h (93 mph) (według prędkościomierza, realnie ok. 145 km/h) (1951)                               |
| • Przyspieszenie 0–97 km/h:       | 17,12 s (1951)                                                                                         |
| • Czas startu na 1/4 mili:        | 21,1 s                                                                                                 |
| • Średnica zawracania:            | 11,8 m lub 11,3 m (1951)                                                                               |